# 4518 Raikin
A 4518 Raikin (ideiglenes jelöléssel 1976 GP3) a Naprendszer kisbolygóövében található aszteroida. Nyikolaj Sztyepanovics Csernih fedezte fel 1976. április 1-jén.